# (R)-benzilsuccinil-CoA deidrogenasi
La (R)-benzilsuccinil-CoA deidrogenasi è un enzima appartenente alla classe delle ossidoreduttasi, che catalizza la seguente reazione:
(R)-2-benzilsuccinil-CoA + 2 flavoproteina (scambiatore di elettroni) ⇄ (E)-2-benzilsuccinil-CoA + 2 flavoproteina ridotta
Richiede il FAD come cofattore. L'enzima è altamente specifico per (R)-benzilsuccinil-CoA mentre è inibito da (S)-benzilsuccinil-CoA. Costituisce il terzo enzima della via anaerobica del metabolismo del toluene in Thauera aromatica. Usa lo ione ferrocene come principale elettron-accettore artificiale. Dissimilmente ad altre acil-CoA deidrogenasi, questo enzima mostra una elevata specificità sia per il substrato che per i suoi enantiomeri.